# خالد هولمز
خالد هولمز (بالإنجليزية: Khaled Holmes)‏ هو لاعب كرة قدم أمريكية أمريكي، ولد في 19 يناير 1990 في سانتا آنا في الولايات المتحدة.

## وصلات خارجية
- خالد هولمز على موقع مرجع كرة القدم المحترفة.كوم (الإنجليزية)